# Demi Moore
Demi Moore (Roswell, Novi Meksiko, 11. studenog 1962.) američka je glumica. Nakon manjih uloga na filmu i pojavljivanja u TV seriji "General Hospital", godine 1985. uspješno je nastupila u filmu Vatra Svetog Elma, postavši tako dio tzv. "Brat Packa", skupine mladih glumaca popularnih tijekom 1980-ih (od ostalih tu se ubrajaju Emilio Estevez, Anthony Michael Hall, Rob Lowe, Andrew McCarthy, Judd Nelson, Molly Ringwald i Ally Sheedy).
Tijekom 1990-ih bila je među najplaćenijim holivudskim glumicama, zahvaljujući filmovima Duh, Malo dobrih ljudi, Nemoralna ponuda i Razotkrivanje.
Godine 1987. Moore se udala za popularnog Brucea Willisa, s kojim ima tri kćeri, od kojih je najstarija, Rumer Willis, također glumica. Nakon razvoda od Willisa 2000., Moore se 2005. udala za 15 godina mlađeg Ashtona Kutchera.

## Vanjske poveznice
- Demi Moore u internetskoj bazi filmova IMDb-u (engl.)